# L'Image manquante
L'image manquante (en francès La imatge perduda) és una pel·lícula documental del 2013 cambodjana-francesa dirigida per Rithy Panh sobre els khmers rojos. Es va projectar al 66è Festival Internacional de Cinema de Canes a la secció Un Certain Regard on va resultar guanyadora ganadora.

## Sinopsi
Des de fa anys, busco una imatge: una fotografia presa entre 1975 i 1979 a Cambodja pels Khmers rojos. Una sola imatge no serveix com a prova d'un genocidi, però convida a la reflexió, permet reconstruir la història. L'he buscat en va en els arxius i pertot arreu. Ara he arribat a la conclusió que aquesta imatge ha de faltar. El que ara proposo no és una imatge, o la cerca d'una imatge, sinó més aviat la imatge d'una cerca: la cerca que permet el cinema. Unes certes imatges han de continuar faltant per sempre, i han de ser reemplaçades per unes altres: en aquest moviment aquesta la vida, el combat, la pena i la bellesa, la tristesa i els rostres perduts, la comprensió del que va ser, a vegades la noblesa i fins i tot la valentia, però mai l'oblit.

## Repartiment
- Randal Douc  com el narrador (Versió original).
- Jean-Baptiste Phou com el narrador (Versió en anglès).[5][6]

## Crítica
La pel·lícula va ser ben rebuda per la crítica Neil Young de The Hollywood Reporter diu "Una mirada sòbria, però al cap i a la fi insensible, a l'infern de Cambodja durant la dècada dels setanta". A IMDb té 7,4/10. Mentre que a Rotten Tomatoes té 99%/100% per part dels crítics, d'altra banda té 77%/100% de l'audiència.
La manera en com es va anar comptant aquest esdeveniment va ser original en utilitzar figures d'argila fetes a mà, va fer que la història fos interessant i original.

## Premis i nominacions
| Premi                                  | Categoria                                 | Destinatari                  | Resultat  |
| -------------------------------------- | ----------------------------------------- | ---------------------------- | --------- |
| 86ns Premis Oscar                      | Millor pel·lícula estrangera              | Rithy Panh                   | Nominat   |
| Festival de Canes 2013                 | Un Certain Regard                         | Rithy Panh                   | Guanyador |
| Cinemanila International Film Festival | Gran premi del Jurat                      | Rithy Panh                   | Guanyador |
| European Film Awards                   | Millor documental                         | Rithy Panh Catherine Dussart | Nominats  |
| Ghent International Film Festival      | Esment especial                           | Rithy Panh                   | Guanyador |
| Ghent International Film Festival      | Gran Premi                                | Rithy Panh                   | Nominat   |
| Istanbul International Film Festival   |                                           | Rithy Panh                   | Guanyador |
| Jerusalem Film Festival                | En esperit de llibertat Millor documental | Rithy Panh                   | Guanyador |
| London Film Festival                   | Premi Grierson                            | Rithy Panh                   | Nominat   |
| Premis César 2016                      | César al millor documental                | Rithy Panh                   | Guanyador |